# بتا قنطورس

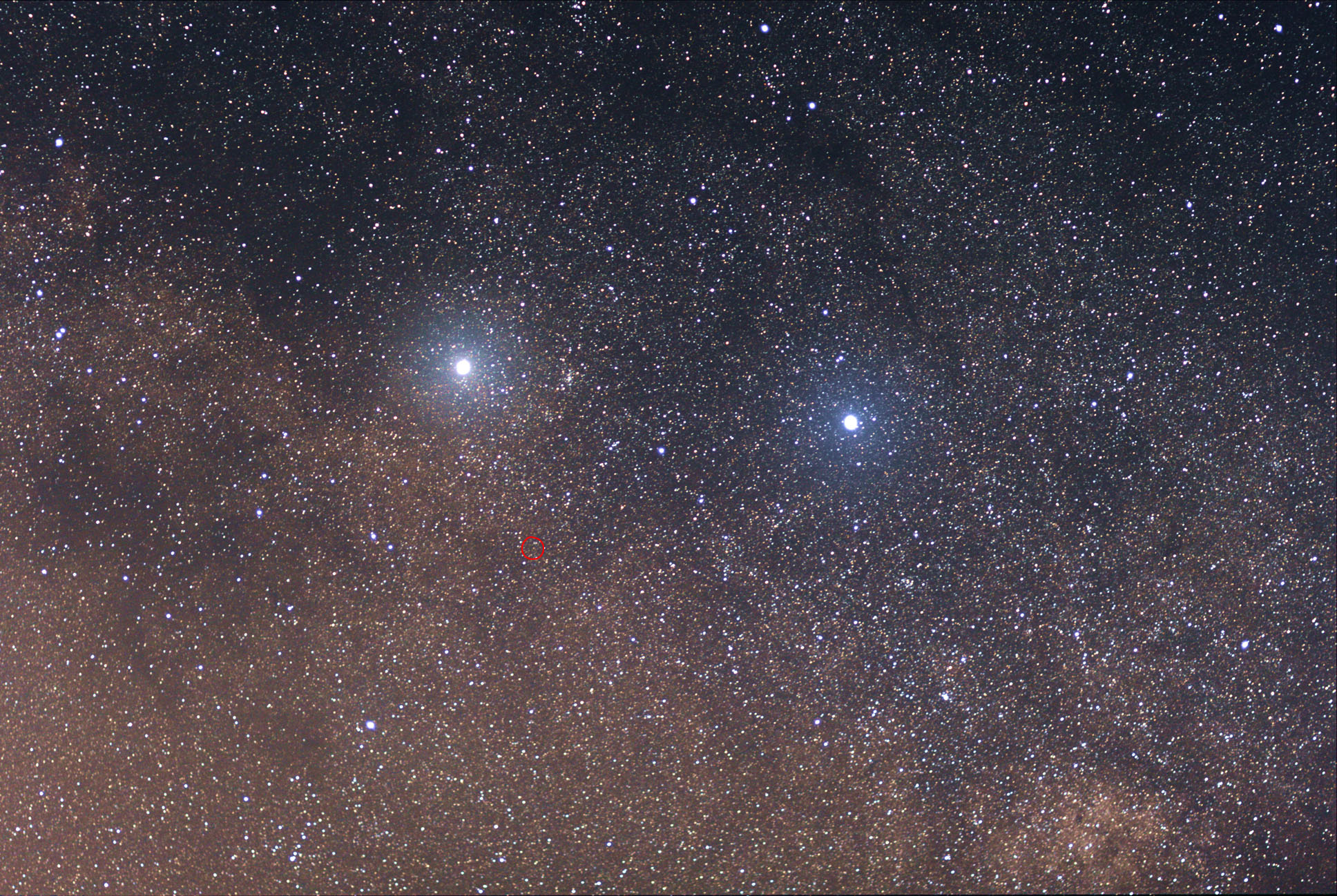
نمایی از محل‌وموقعیت بتا قنطورس (راست)

بتا قنطورس یا حَضار یازدهمین ستاره درخشان در آسمان شب است که در صورت فلکی قنطورس قرار دارد. این ستاره دارای قدر ظاهری ۰٫۶۱ است و در حدود ۳۰۰ سال نوری از زمین فاصله دارد.
در سال ۱۹۳۵ میلادی، ستاره‌شناس هلندی جوان وت کشف کرد که حضار ستاره‌ای مزدوج است که به دلیل نزدیکی آن‌ها به یکدیگر، از زمین یک ستاره تشخیص داده می‌شوند.